# منتخب جورجيا لهوكي الجليد
منتخب جورجيا الوطني لهوكي الجليد هو منتخب وطني يمثل جورجيا في منافسات هوكي الجليد الدولية، بدأ منافساته في سنة 2010، نافس في بطولة العالم لهوكي الجليد 5 مرات، يحتل حالياً التصنيف الأربعين على العالم.